# 理查德·冯·米泽斯
理查德·冯·米泽斯（德語：Richard von Mises，1883年4月19日—1953年7月14日），奥地利数学家和空气动力学家。
理查德·冯·米泽斯是经济学家路德維希·馮·米塞斯的弟弟。